# Yabu Yuji
Yuji Yabu (養父 雄仁 Yabu Yuji, sinh ngày 24 tháng 5 năm 1984 ở Isehara, Kanagawa) là một cầu thủ bóng đá người Nhật Bản hiện tại thi đấu cho Fujieda MYFC.

## Thống kê sự nghiệp câu lạc bộ
Cập nhật đến ngày 23 tháng 2 năm 2017.
| Thành tích câu lạc bộ | Thành tích câu lạc bộ | Thành tích câu lạc bộ | Giải vô địch | Giải vô địch | Cúp                   | Cúp                   | Cúp Liên đoàn | Cúp Liên đoàn | Châu lục | Châu lục  | Tổng cộng | Tổng cộng |
| Mùa giải              | Câu lạc bộ            | Giải vô địch          | Số trận      | Bàn thắng    | Số trận               | Bàn thắng             | Số trận       | Bàn thắng     | Số trận  | Bàn thắng | Số trận   | Bàn thắng |
| Nhật Bản              | Nhật Bản              | Nhật Bản              | Giải vô địch | Giải vô địch | Cúp Hoàng đế Nhật Bản | Cúp Hoàng đế Nhật Bản | J. League Cup | J. League Cup | AFC      | AFC       | Tổng cộng | Tổng cộng |
| --------------------- | --------------------- | --------------------- | ------------ | ------------ | --------------------- | --------------------- | ------------- | ------------- | -------- | --------- | --------- | --------- |
| 2003                  | Đại học Kokushikan    | JFL                   | 3            | 1            | -                     | -                     | -             | -             | -        | -         | 3         | 1         |
| 2004                  | Đại học Kokushikan    | JFL                   | 5            | 0            | -                     | -                     | -             | -             | -        | -         | 5         | 0         |
| 2007                  | Kawasaki Frontale     | J1 League             | 5            | 1            | 0                     | 0                     | 0             | 0             | 1        | 0         | 6         | 1         |
| 2008                  | Kawasaki Frontale     | J1 League             | 4            | 0            | 0                     | 0                     | 5             | 0             | -        | -         | 9         | 0         |
| 2009                  | Kawasaki Frontale     | J1 League             | 8            | 1            | 0                     | 0                     | 3             | 0             | 1        | 0         | 12        | 1         |
| 2010                  | Ventforet Kofu        | J2 League             | 29           | 5            | 2                     | 0                     | -             | -             | -        | -         | 31        | 5         |
| 2011                  | Ventforet Kofu        | J1 League             | 12           | 1            | 1                     | 1                     | 1             | 0             | -        | -         | 14        | 2         |
| 2012                  | Roasso Kumamoto       | J2 League             | 40           | 1            | 3                     | 1                     | -             | -             | -        | -         | 43        | 2         |
| 2013                  | Roasso Kumamoto       | J2 League             | 29           | 2            | 2                     | 1                     | -             | -             | -        | -         | 31        | 3         |
| 2014                  | Roasso Kumamoto       | J2 League             | 41           | 6            | 1                     | 0                     | -             | -             | -        | -         | 42        | 6         |
| 2015                  | Roasso Kumamoto       | J2 League             | 39           | 3            | 1                     | 0                     | -             | -             | -        | -         | 40        | 3         |
| 2016                  | V-Varen Nagasaki      | J2 League             | 13           | 0            | 1                     | 0                     | -             | -             | -        | -         | 14        | 0         |
| Tổng                  | Tổng                  | Tổng                  | 220          | 20           | 11                    | 3                     | 9             | 0             | 2        | 0         | 242       | 23        |